# Vishal Mangalwadi
Vishal Mangalwadi (Chhattarpur, Madhya Pradesh, 1949) es un conferenciante internacional, filósofo, reformador social, columnista político y autor de diecisiete libros, de los que tres han sido publicados en castellano. 

## Biografía
Vishal es hijo de Victor y Kusum Mangalwadi. Nació y vive en India, donde estudió Filosofía. Posteriormente estudió en L´abri (Suiza) y dedicó un año a la investigación en la Universidad de Cambridge. Su compromiso contra la opresión y la corrupción le llevó a la cárcel. Ayudó a evitar la recuperación de la práctica de la quema de viudas y dirigió a los “intocables” y campesinos para organizarse políticamente.
Se graduó en la Universidad de Allahabad en 1969 y ganó el MA en Filosofía de la Universidad de Indore en 1973. Desde 1974 es cofundador de "La Búsqueda Teológica" e Instituto de Comunicación (TRACI) y empezó para desarrollar la tesis de su maestro a su primer libro, El Mundo de Gurúes, publicados por Vikas Casa Editorial en 1977 y serialized en la revista semanal, "SUNDAY".
- Datos: Q7935929
- Multimedia: Vishal Mangalwadi / Q7935929